# Тауерські круки

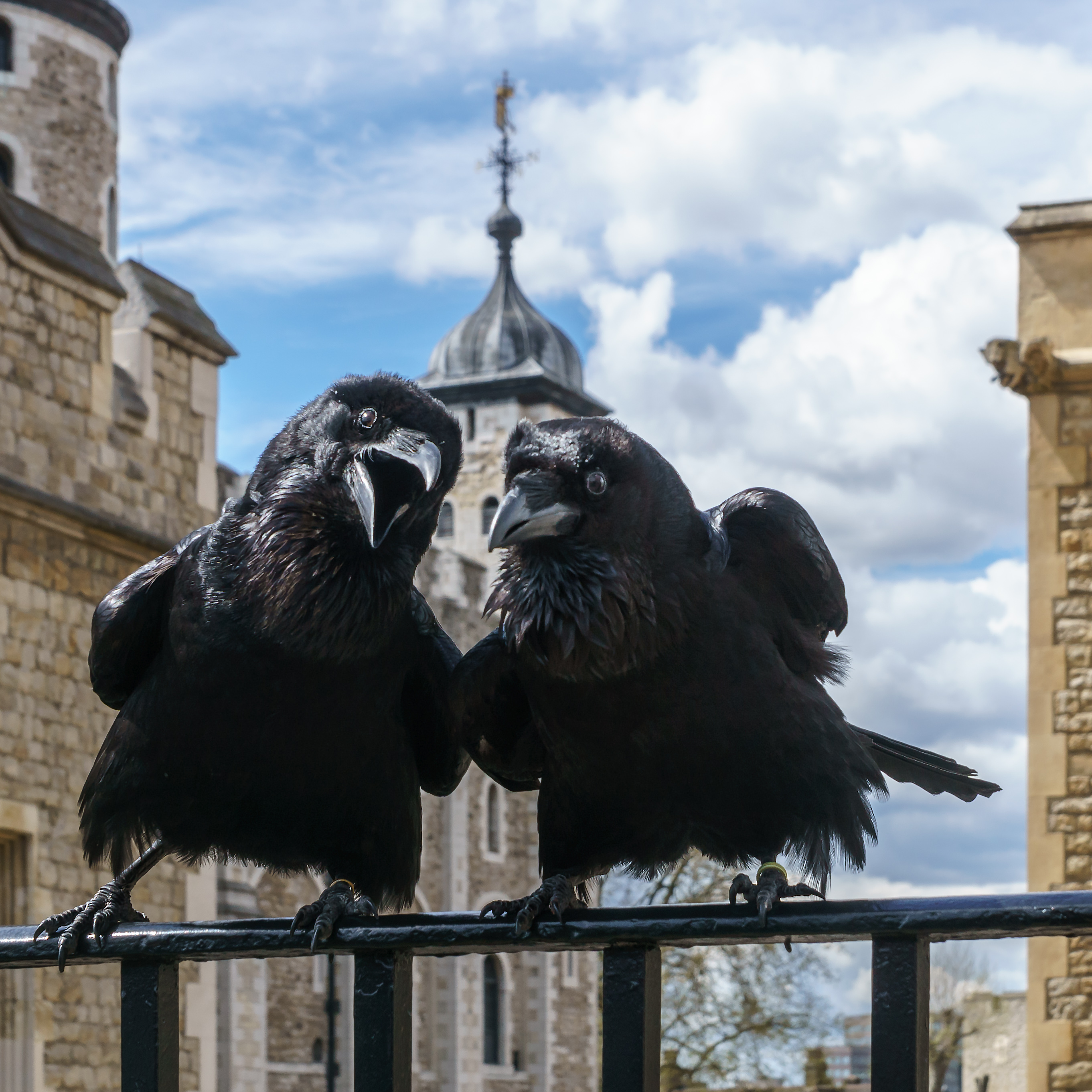
Два тауерських круки, їх відрізняли за оранжевим і світло-зеленим кільцем на лапці. 2016 р.

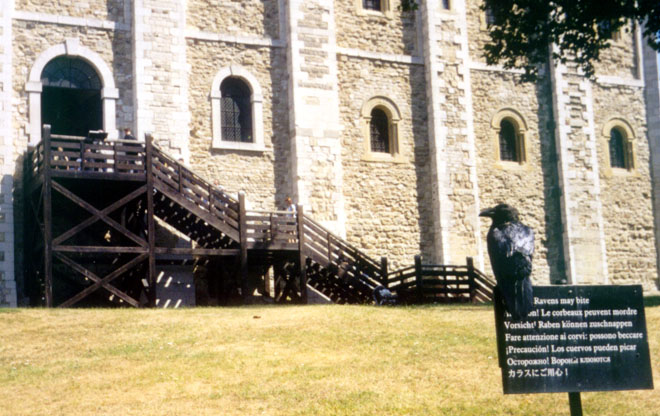
Тауерський крук (липень 2003)

Та́уерські кру́ки — круки, яких утримують у лондонському Тауері. Символізують довголіття і розважливість британської монархії. Загалом там зараз[коли?] перебувають шість круків:
- Джубілі (Jubilee, 2012)
- Гуґін (Hugine)
- Мунін (Munin, 1995)
- Тор (Thor)
- Бранвен (Branwen)
- Ґвілум (Gwyllum)
- Болдрік (Baldrick)

Імена птахам дані на честь скандинавських міфічних героїв. Серед британців існує повір'я, що у випадку смерті тауерських круків монархії у Великій Британії прийде кінець.

## Історія
Круки є рідними для Великої Британії, хоча останнім часом життєздатні популяції в основному обмежується дикими західними гірськими районами Британських островів. Цілком ймовірно, що круки жили у вежі та навколо неї кілька століть тому, бо до 16-го століття круки жили в безпосередній близькості від людей. Проте пізніше круків почали розглядати як загрозу для худоби, і в 19 столітті вони були ліквідовані в багатьох областях систематичним полюванням і стрільбами. Перші два описані круки в Тауері датуються 1883 роком[джерело?]. Хоча перші полонені круки, можливо, утримувалися у вежі як домашні тварини персоналу. Після того, як відома поема «The Raven» американського письменника Едгара По вперше була опублікована в січні 1845 року, західний світ був зачарований птахами. Під час Другої світової війни тільки один крук зміг пережити бомбардування, тому прем'єр-міністр Вінстон Черчилль замовив ще круків, щоб довести зграю до потрібного розміру. Сьогодні круки Тауера є однією з визначних пам'яток для туристів, які відвідують Лондон.

## Життя круків
Тауерські круки можуть літати тільки на короткі відстані, бо махові пера на одному крилі підрізані. Кожен крук має кольорову смугу на одній нозі, щоб легше його ідентифікувати. Дієта круків ретельно підтримується, вона містить свіжі фрукти, сир і свіже м'ясо, а також вітаміни та інші добавки. Більшість Лондонців люблять круків, але іноді круки можуть бути відправлені у відставку через неналежне поводження. Для цього видається спеціальний указ. Наприклад, «Крука Джорджа» у 1986 році звільнили, бо він атакував і знищував телевізійні антени.
На початку 2006 року круків Тауеру замкнули у спеціальні клітки через загрозу зараження пташиним грипом, епідемія якого поширилася по Європі.

## Галерея

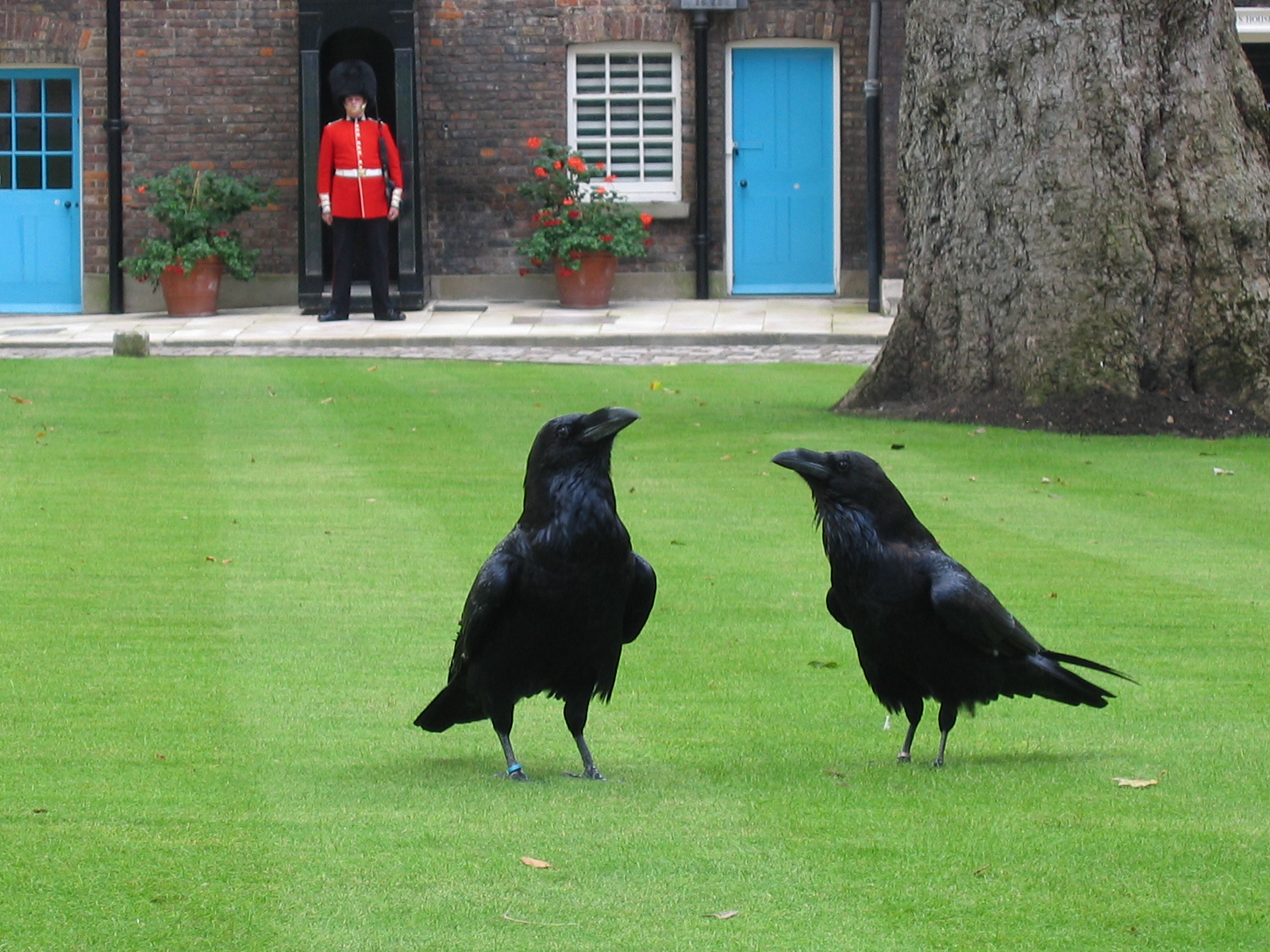
Два тауерські круки на Тауер-Грін
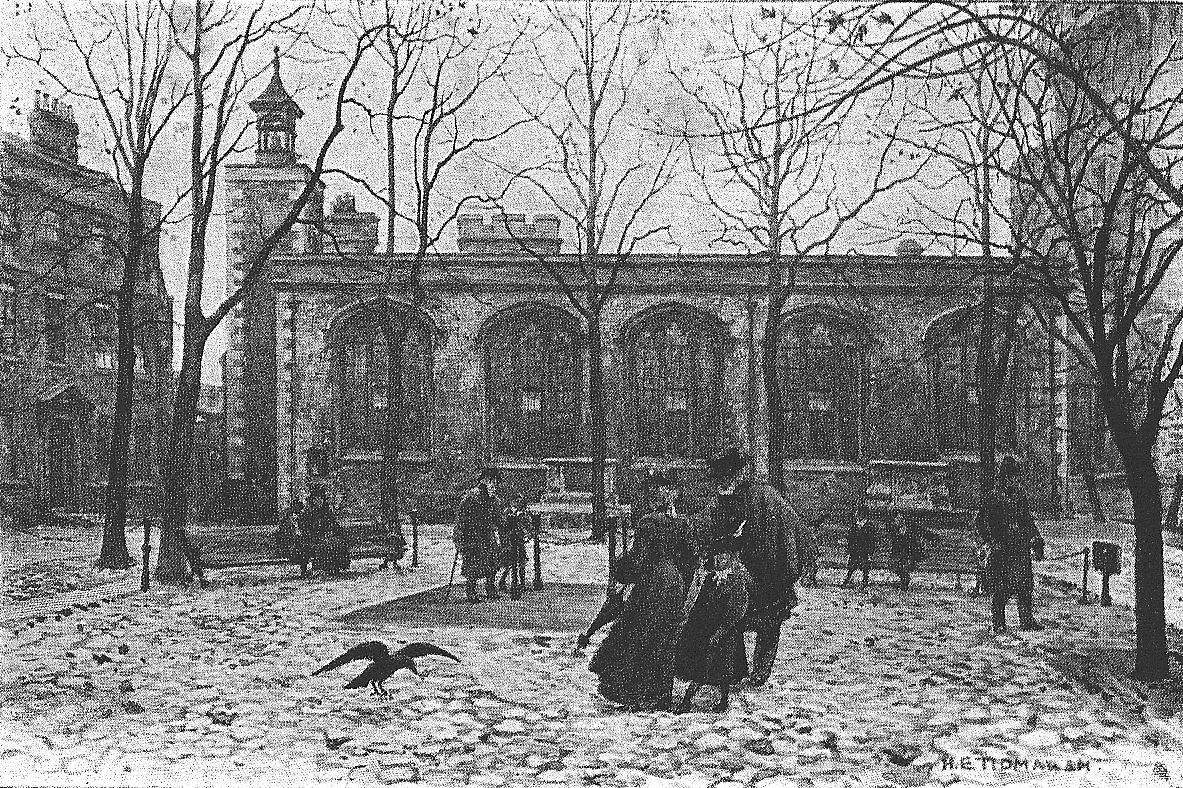
Вид на Тауер-Грін у 1900 році
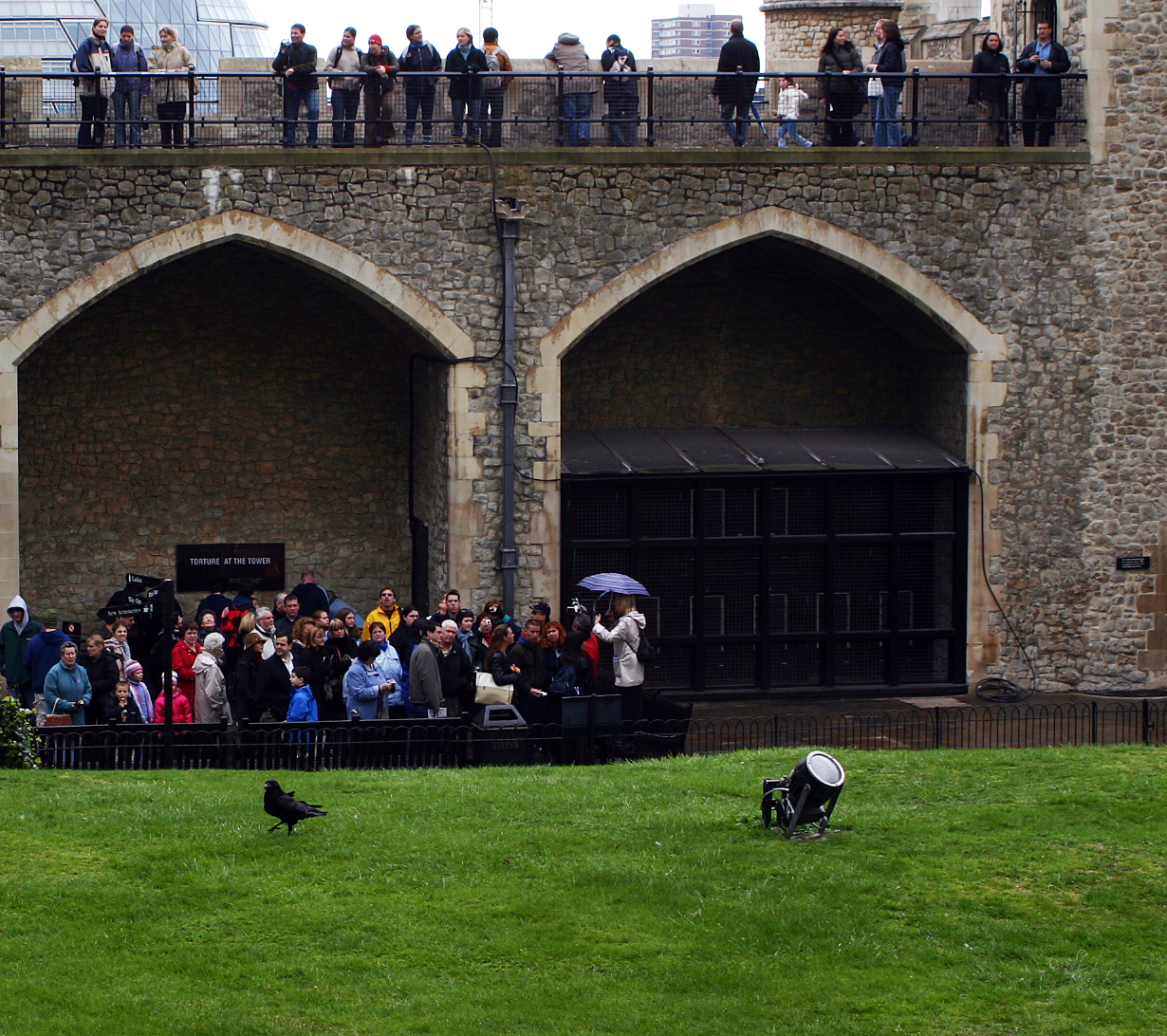
Туристи дивляться на одного з тауерських круків
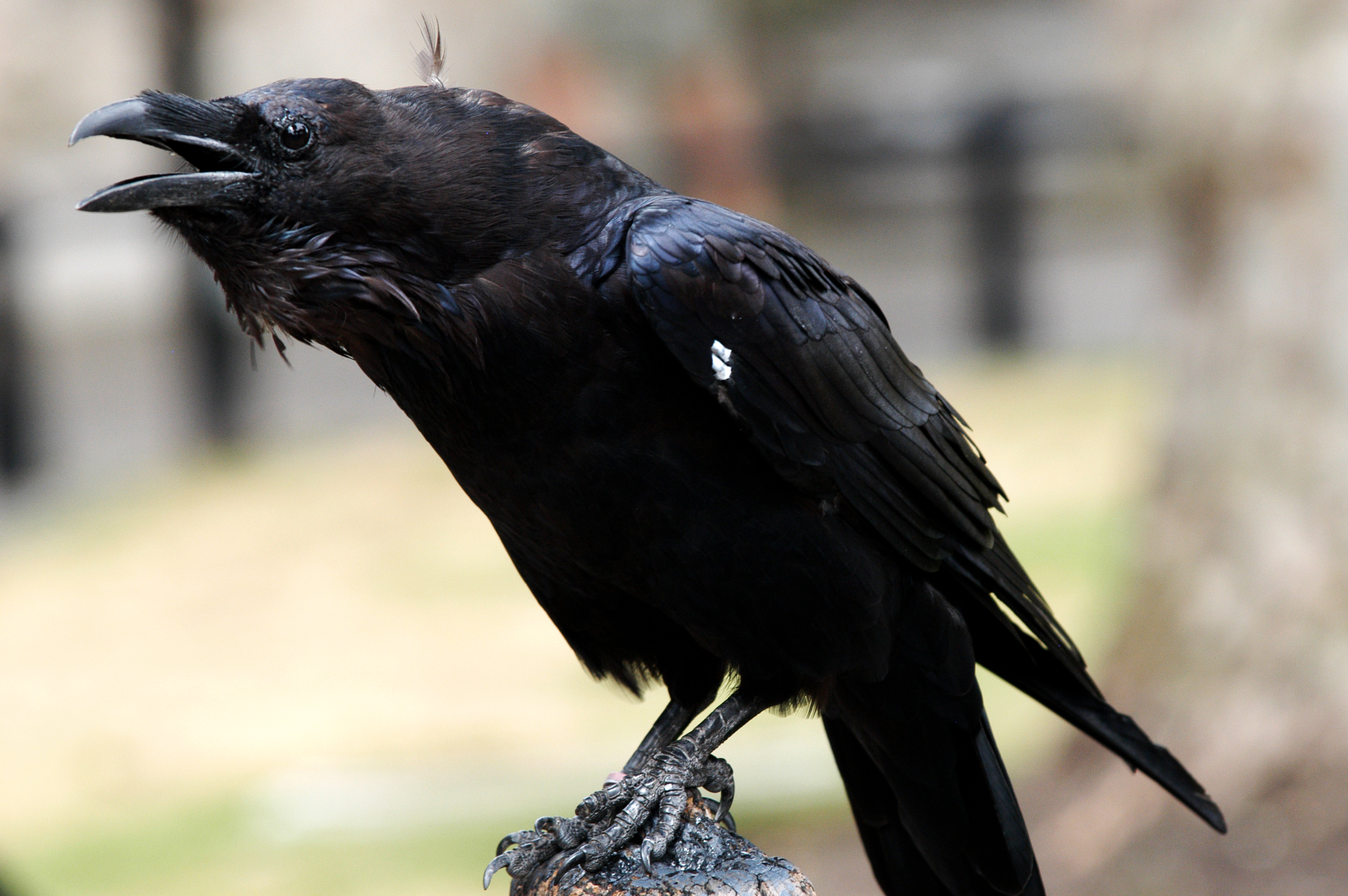
Один з тауерських круків, 2006 рік